# 科威特驻华大使馆
科威特国驻中华人民共和国大使馆（阿拉伯语：‎），简称科威特驻华大使馆，是科威特国在中华人民共和国的最高外交代表机构。馆址位于中国北京市朝阳区光华路23号。

## 历史沿革
1971年3月22日，科威特与中华人民共和国建交。1972年，科威特驻华大使馆在北京开馆。